# Pheucticus chrysopeplus
Pheucticus chrysopeplus là một loài chim trong họ Cardinalidae.